# گورستان اسب مرده
محوطه و گورستان چم ژیه مربوط به عصر آهن ۳ است و در شهرستان ایلام، بخش چوار، دهستان ارکوازی، یک کیلومتری ضلع غربی روستای طاق طاوی واقع شده است. پرونده‌ی این اثر تاریخی توسط محمد جواد خانزادی تهیه و در تاریخ ۳۰ دی ۱۳۸۵ با شمارهٔ ثبت ۱۶۹۶۷ به عنوان یکی از آثار ملی ایران به ثبت رسیده است.